# Ratusz w Głogowie Małopolskim
Ratusz w Głogowie Małopolskim – ratusz miejski na Rynku w Głogowie Małopolskim.

## Historia i architektura
Gmach został wybudowany przez Lubomirskich w połowie XVIII wieku, w miejscu poprzedniego XVII-wiecznego budynku. Budowla była wielokrotnie przebudowywana na przełomie XIX i XX wieku i w związku z tym nieco utraciła swe cechy stylowe. Obecna wieża ratusza, to w rzeczywistości cztery wysokie kominy, które później połączono murowanymi ściankami i nakryto hełmem.
Budynek jest obecnie siedzibą Urzędu Miasta i Gminy.

## Galeria

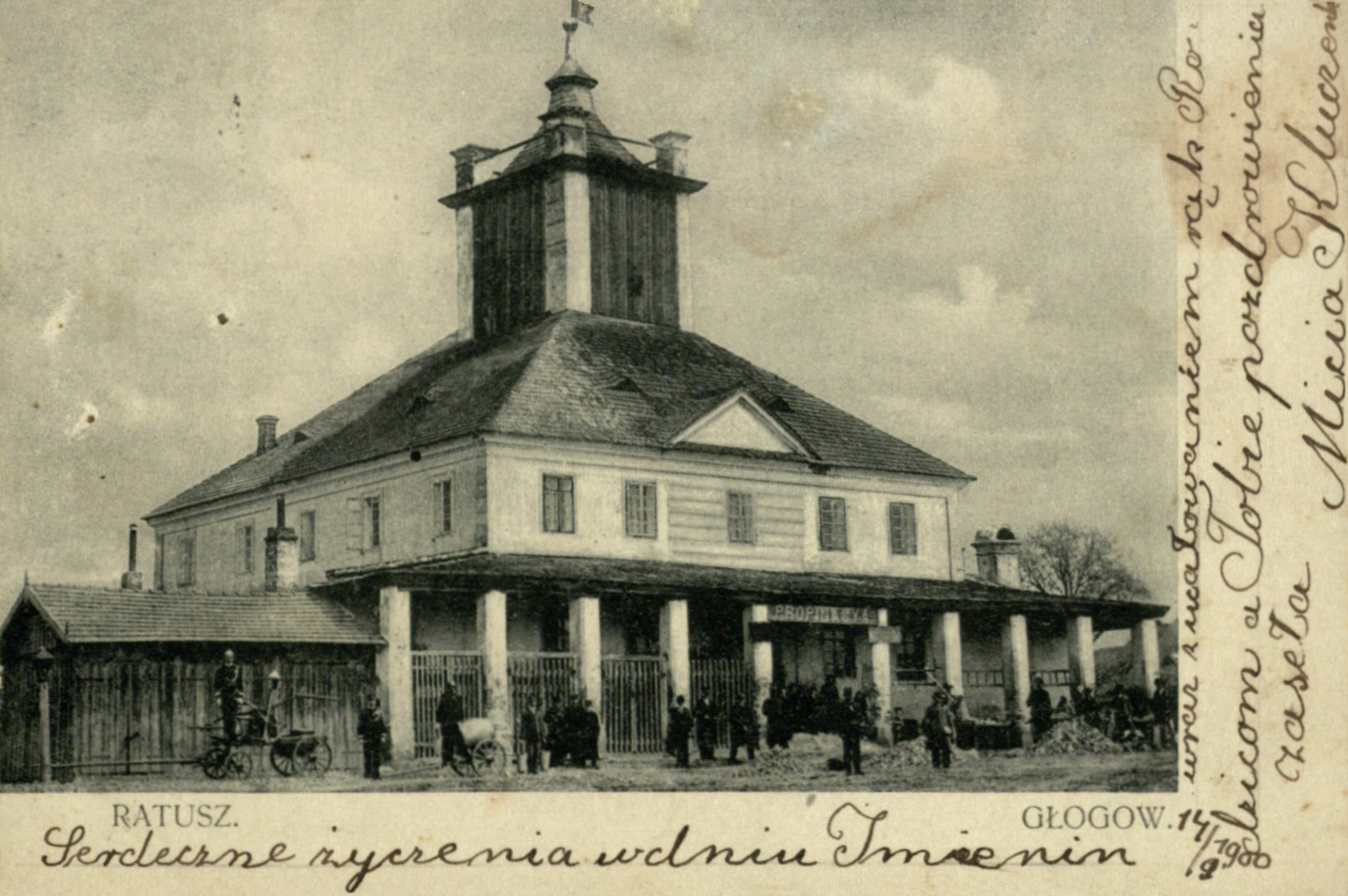
Widok historyczny (około 1900)
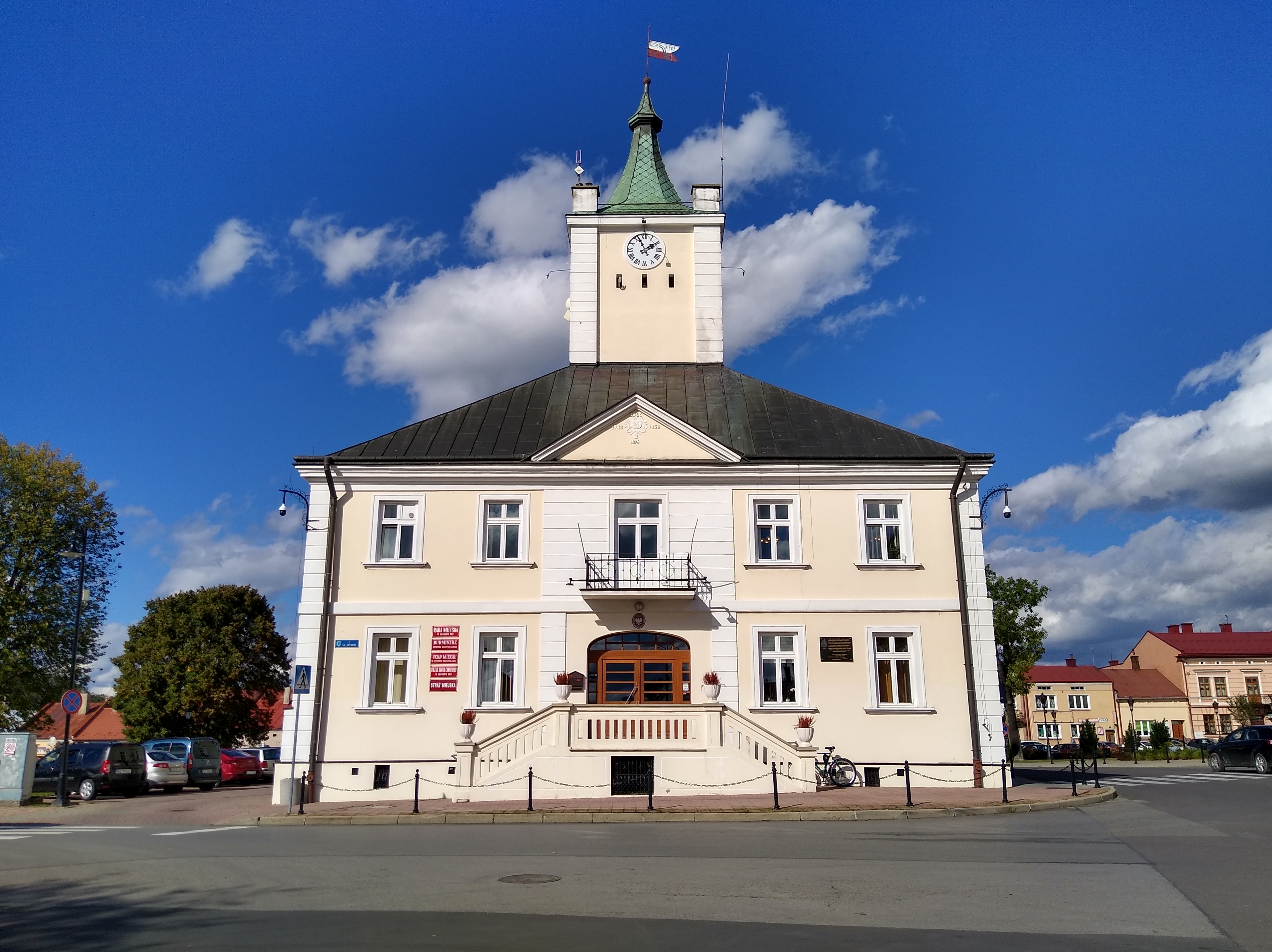
Elewacja wejściowa